# إراسموس د. كيز
إراسموس د. كيز (بالإنجليزية: Erasmus D. Keyes) هو ضابط أمريكي، ولد في 29 مايو 1810 في Brimfield, Massachusetts ‏ في الولايات المتحدة، وتوفي في 14 أكتوبر 1895 في نيس في فرنسا.